# Robert Van Doren
Pour les articles homonymes, voir Van Doren.
Robert Van Doren (Asnières-sur-Seine, 2 février 1904 - Paris 16e, 24 février 1996) est un clarinettiste classique français et président de la fabrique d'anches et de becs Vandoren.

## Biographie
Robert Van Doren est le fils du clarinettiste Eugène Van Doren (1873-1940), petite clarinette à l'Opéra de Paris, qui a fondé en 1905 l’entreprise Vandoren.
Robert Van Doren étudie la clarinette et obtient un Premier Prix au conservatoire de Paris. 
En 1928, il part effectuer une tournée d’un an aux États-Unis où il est remarqué pour la qualité de sa sonorité. Il est l’un des premiers clarinettistes français à jouer en soliste à la station de radio new yorkaise Radio City. Il profite de cette occasion pour faire connaître les anches Vandoren aux États-Unis.
Progressivement, il abandonne sa carrière de musicien pour développer la société familiale de fabrication des anches et de becs. À partir de 1935, il prend en charge la maison. 
Dans les années 1930, Robert Van Doren conçoit un bec, dénommé « 5RV » qui constitue une référence auprès des clarinettistes, notamment Louis Cahuzac. Il réalise ensuite le modèle « 5RV lyre » à la demande de Jacques Lancelot qui souhaitait un bec un plus long que le modèle de base « 5RV » et également une table un peu plus longue.

« Une table un peu plus longue permet de jouer des anches plus tenues pour avoir une sonorité plus chaude (plus sombre pour certains), un peu plus de volume et surtout plus de souplesse, de confort. »

Ce dernier modèle sera joué entre autres par Paul Meyer.
Il développe par la suite une gamme de becs pour clarinettes et saxophones aussi bien pour la musique classique que le jazz. 
Il passe les rênes de la maison Vandoren à son fils Bernard en 1967.